# Блуфилд (Западна Вирџинија)
Блуфилд (енгл. Bluefield) град је у америчкој савезној држави Западна Вирџинија.

## Демографија
По попису из 2010. године број становника је 10.447, што је 1.004 (-8,8%) становника мање него 2000. године.
| Група             | 2000.         | 2010.         |
| Белци             | 8.645 (75,5%) | 7.667 (73,4%) |
| Афроамериканци    | 2.535 (22,1%) | 2.404 (23,0%) |
| Азијати           | 64 (0,6%)     | 51 (0,5%)     |
| Хиспаноамериканци | 60 (0,5%)     | 96 (0,9%)     |
| Укупно            | 11.451        | 10.447        |